# Трновлє-при-Соцкі
Трновлє-при-Соцкі (словен. Trnovlje pri Socki) — поселення в общині Войник, Савинський регіон, Словенія. 
Висота над рівнем моря: 369,3 м.